# Paul Sauvage
Paul Sauvage (La Souterraine, 17 de março de 1939 — Bordeaux, 17 de dezembro de 2019)  foi um ex-futebolista francês que atuou como atacante.

## Carreira
Savage integrou o elenco da Seleção Francesa de Futebol, da Euro de 1960.  

## Clubes
- 1957-1960 : Limoges FC  França
- 1960-1964 : Stade de Reims  França
- 1964-1967 : Valenciennes FC  França
- 1967-1970 : Castets-en-Dorthes FC  França
- 1970-1972 : Limoges FC  França